# 中粮集团
中粮集团有限公司，簡稱「中糧」、「中糧集團」（英文：China National Cereals, Oils and Foodstuffs Corporation，簡稱「COFCO」），是一家集貿易、實業、金融、資訊、服務和科研為一體的中國中央企業，橫跨農產品、食品、酒店、地產等領域，也是中國最大的糧油食品進出口企業之一。自1994年起，它一直是美國《财富》雜誌中的「全球企業500強」之一，2015年排名第272位，營業收入4,054.4億元（人民幣•下同），同比增長約58%；淨利潤為13.2億元。
2011-07-20中粮集团旗下澳洲全資子公司TopGlory成功以1.36億澳元（約11.4億港元）完成歷時3個月對澳洲糖業公司Tully Sugar的收購項目。
截止11月1日，中糧集團的上市子公司包括在香港交易所上市的福田實業（港交所：0420）、蒙牛乳业（港交所：02319）、僑福建設（港交所：207）、中國食品（港交所：506）、大悦城地产（港交所：00207）、中粮肉食（港交所：01610）、中粮包装（港交所：00906）和中糧控股（港交所：606），以及在上海證券交易所和深圳證券交易所的中糧屯河（上交所：600737）、酒鬼酒（深交所：000799）、大悦城（深交所：000031）和中粮生化（深交所：000930）。
2014年4月2日中粮集团厚樸基金牽頭組織的投資團與總部位於荷蘭年銷售額超過170億美元的全球農產品及大宗商品貿易集團Nidera簽署協議，共同持有Nidera和來寶農業各51%的股權。其中，中糧占比2/3,厚朴基金等財務投資人占比1/3。
2014年4月2日中糧集團和厚朴投資管理公司斥資15億美元收購全球農產品、能源產品、金屬礦產品領先供應鏈管理者來寶集團（Noble Group）旗下來寶農業51%股權，並將成立持股比例為51％及49％的合資公司。與厚朴共同持有的合資公司51％的股權中，中糧佔比三分之二。中糧認為組建這家合資公司有利於雙方業務的增長。
2016年7月15日，中紡集團整體併入中糧集團，成為其全資子企業，不再作為國資委直管企業。

## 旗下業務

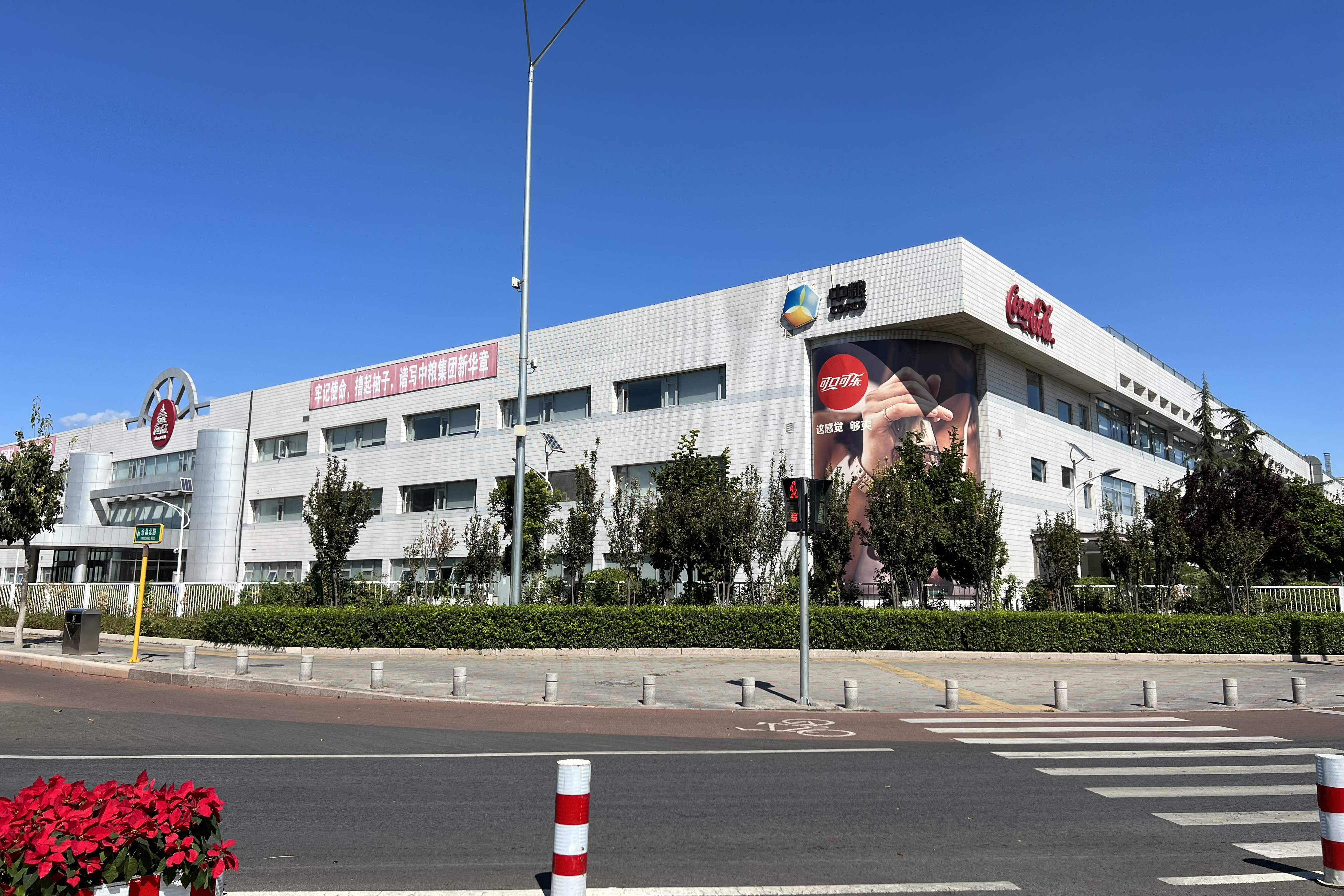
中粮可口可乐饮料（北京）有限公司

- 中粮国际：中粮集团农粮业务的唯一海外统一采购、调配、投资和发展平台。
- 中粮贸易：中国粮油行业规模最大的企业，是小麦、玉米等重要农产品进出口的國家級平台。
- 中粮粮谷：中國國內主要的大米、小麦和啤酒原料加工、贸易及销售企業。
- 中粮油脂：主要从事大豆、菜籽、花生、棕榈油等油脂油料的加工、仓储、贸易、分销业务，生产并销售“福临门”食用油。
- 中粮生化：中國国内规模最大的玉米深加工企业。
- 中粮饲料：经营饲料加工和销售。
- 中粮糖业：中國国内最大的食糖贸易商之一。
- 中国纺织：中國国内最大的棉花贸易企业之一。
- 中粮工科：从事粮油食品工程技术服务，是中國国内领先的农粮食品工程技术服务商及粮机产品供应商。
- 中粮酒业：葡萄酒、进口酒、白酒和黄酒供應商，拥有“长城”、“桑干”“酒鬼”、“内参”、“中粮名庄荟”、“孔乙己”等知名品牌。
- 中粮可口可乐饮料：由中糧集團與可口可樂合資的裝瓶集團，是可口可樂公司在中國的兩大裝瓶集團之一（另一為太古可口可樂），擁有北京、天津、河北、山东、内蒙、甘肃、宁夏、青海、西藏、新疆、湖南、贵州、吉林、黑龙江、辽宁、山西、陕西、四川、重庆地區的可口可樂特許經營權。
- 中粮肉食：中国猪肉市场最重要的运营商之一。
- 中國茶葉：中國茶叶產品供應商，經營“中茶”核心品牌及“海堤”、“蝴蝶”、“百年木仓”、“猴王”等产品品牌。
- 蒙牛乳业：中国知名的乳制品供应商。
- 中粮我买网：中国第一个大型B2C專業食品网站。
- 中糧包裝：中国最大的综合消费品包装集团。
- 中粮资本：中粮集团資本運作平台，包括中糧期貨、中糧信託、中英人壽、龍江銀行等。
- 大悦城控股：中粮集团旗下唯一的地产投资和管理平台。
- 中粮营养健康研究院：中粮集团核心研发机构。
- 妙可蓝多：總部位於上海，研发、生产和销售以奶酪为核心的乳制品[2]
- 中粮天恒·天悦壹号：由中粮、国企天恒两大集团合作的房地產項目。[3]
- 中国土产畜产进出口总公司（中土畜）：2004年7月中土畜并入中粮集团。1949年11月23日，政务院财经委员会批准中央贸易部成立中国茶叶公司（中茶总公司，总经理吴觉农）、1950年3月10日成立中国土产口公司、1951年3月28日成立中国畜产口公司。1952年9月中国土产公司更名为中国土产出口公司。1956年1月中国茶业公司更名为中国茶叶出口公司，中国畜产公司更名为中国畜产出口公司。1961年1月中国茶叶出口公司和中国土产出口公司合并为中国茶叶土产进出口公司，中国畜产出口公司更名为中国畜产进出口公司。1965年8月改为中国茶叶土产进出口总公司，中国畜产进出口公司更名为中国畜产进出口总公司。1970年1月1日，经国务院业务组、军委办事组批准，根据外贸部（69）贸办字第70号文件决定，中国茶叶土产进出口总公司和中国畜产进出口总公司合并组建中国土产畜产进出口总公司（中土畜总公司）。1985年2月25日对外经济贸易合作部批复，同意成立中国茶叶进出口公司，为中土畜总公司的子公司。1998年8月10日外经贸部下发文件，国家对茶叶出口不再实行统一联合经营，凡有出口权的自行经营。
- 中粮福临门：中國唯一的國有食用油品牌，由下屬子公司中粮福临门股份有限公司實際控制。目前中國市佔率12.1%，估值近一千億元[4]。

## 历史

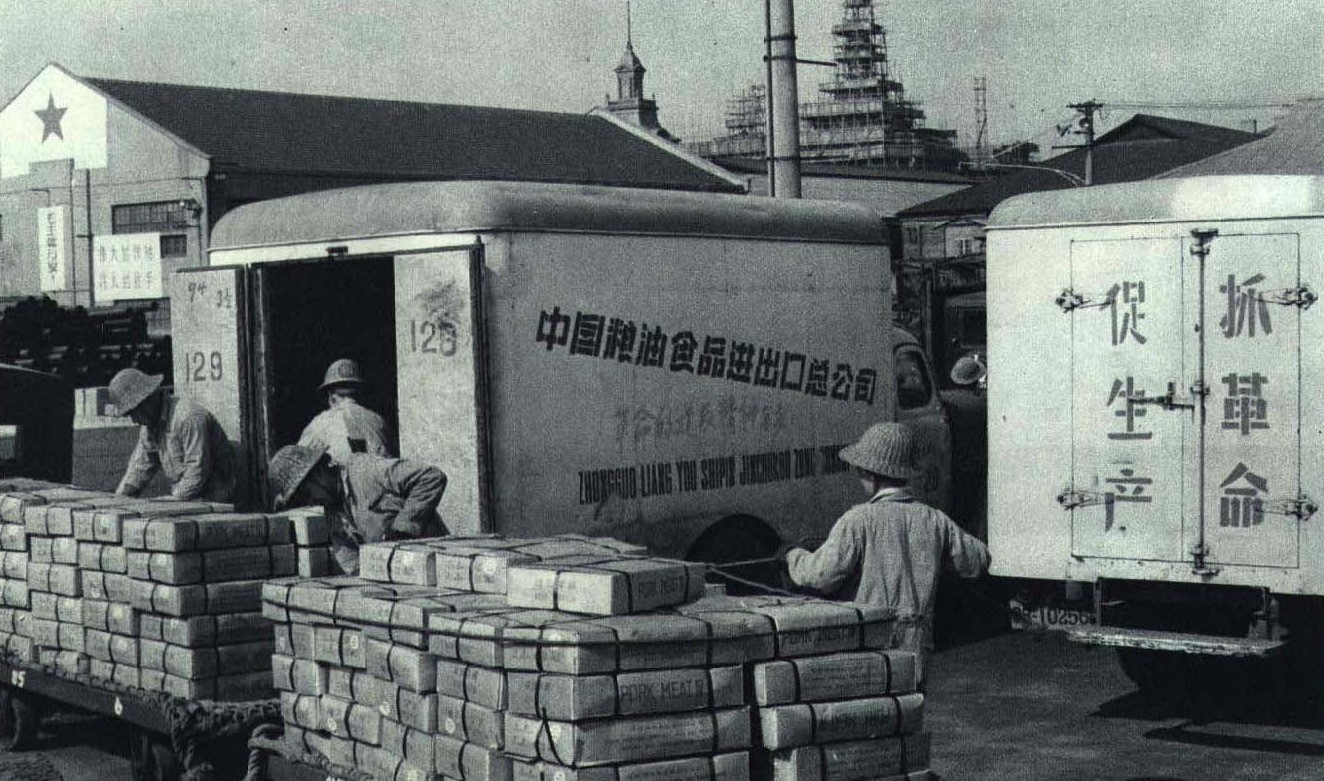
1967年的中国粮油食品进出口总公司

前身是1952年9月於北京成立的中国粮穀出口公司、中国油脂出口公司和中国食品出口公司。
1952年10月18日，中國和斯里蘭卡在北京簽署了《關於橡膠和大米的五年貿易協定》以及1953年大米和橡膠的兩個合同。中糧在此後的20多年裡，參與了中國與斯里蘭卡兩國政府簽訂的出口大米換取橡膠的“米膠協定”的執行，為國家換得急需的戰略物資。
1953年1月，中国粮穀出口公司与中国油脂出口公司合并为中国粮穀油脂出口公司。1961年1月，与中国食品出口公司合并成立中国粮油食品进出口公司。1965年改称中国粮油食品进出口总公司。
1960年下半年，華潤公司的劉朝晉以“劉良”名義與加拿大簽訂了第一份進口小麥合同，從此拉開了中國大量進口糧食的序幕。圖為1961年，劉朝晉化名“劉良”代表中糧與加拿大簽訂進口小麥合同。
1978年，中粮引入洋酒并与可口可乐合资进入中国大陆市场。1993年，中粮先后收购两家香港上市公司，分别更名为“中国食品发展集团有限公司”（简称“中国食品”，后更名为“中粮国际”）和“鹏利国际集团有限公司”（简称“鹏利国际”）。
1998年改称中国粮油食品进出口（集团）公司。2004年改称中国粮油食品（集团）公司。2007年改称中粮集团公司。

## 曾在此公司工作过的著名人士
- 胡海峰，中华人民共和国民政部副部长，系最年轻地级市委书记和最年轻部委副部级官员。初中就读于北京景山学校, 高中就读于北京市第二中学，持北方交通大学BASc学位和清华大学工程物理系MS学位，2002年至2008年获得清华大学LLM-EMBA, 以及管理学博士学位, 从清华大学工物系、法学院、SEM经管学院, SPPM取得四个研究生学位。

## 其他
- 中國食品
- 中國糧油控股